# Три історії (фільм, 1997)
«Три історії» (рос. «Три истории») — українсько-російська копродукційна кримінальна комедія Кіри Муратової. Прем'єра фільму відбулася 3 червня 1997 року.
Займає 63-ю позицію у списку 100 найкращих фільмів в історії українського кіно.

## Сюжет
В кожній з трьох історій відбувається убивство і здійснюють його люди, на перший погляд, абсолютно неспроможні на це.
Котельна № 6.
Квартирне питання продовжує псувати людей. Якщо б не воно, не довелося б скромному службовцеві везти підозрілу довгу скриню до Котельну № 6.
Офелія.
Вродлива дівчина Офа працює в архіві лікарні. Вона ненавидить і чоловіків, і жінок, любить тільки дітей. Вона чогось уважно відстежує долю тих, від кого ще в пологовому будинку відмовилися матері. Її ідеал — Офелія. Як може повторитися доля шекспірівської героїні у наш час?
Дівчинка і смерть.
Старезний чоловік в інвалідному візку крутить кавовий млинок. Маленька сусідська дівчинка не розуміє, що таке пошана до старості. Але чудово пам'ятає, що якщо дідусь помре, їм із мамою дістанеться його кімната. Юність і старість не люблять один одного. Дівчинка і смерть.

## У ролях
| Актор               | Ім'я (лат.)         | Персонаж                    |
| ------------------- | ------------------- | --------------------------- |
| Сергій Маковецький  | Sergei Makovetsky   | Тіхоміров                   |
| Леонід Кушнір       | Leonid Kushnir      | Гєна                        |
| Жан Даніель         | Jean-Daniel         | Веня                        |
| Рената Литвинова    | Renata Litvinova    | Офелія; Офа                 |
| Іван Охлобистін     | Ivan Okhlobystin    | Лікар                       |
| Наталя Бузько       | Natalya Buzko       | Таня                        |
| Олександра Свенська | Alexandra Svenkska  | Олександра Іванівна Іванова |
| Олег Табаков        | Oleg Tabakov        | Дідусь                      |
| Лілія Мурликіна     | Liliya Murlykina    | Дівчинка                    |
| Євген Голубенко     | Yevgeni Golubenko   |                             |
| Олексій Шевченков   | Aleksei Shevchenkov |                             |

## Знімальна група
- Продюсери: Віталій Кошман, Валентина Судзіловська, Ігор Толстунов
- Сценаристи: Сергій Четвертков, Рената Литвинова, Віра Сторожева
- Оператор: Геннадій Карюк
- Звук: Емануїл Сегал
- Грим: Вікторія Курносенко
- Монтажер: Валентина Олійник

## Виробники
- Державний комітет Російської Федерації з кінематографії
- НТВ Профіт
- Одеська кіностудія
- Продюсерська фірма Ігора Толстунова
- Судзі фільм
- Телекомпанія «НТВ»

## Нагороди
1997 рік — Відкритий російський кінофестиваль «Кінотавр»
Переможець в номінаціях:
- Гран-прі — Кіра Муратова
- Спеціальний приз за режисуру — Кіра Муратова